# Rejon ponyrowski
Rejon ponyrowski (ros. Поныровский район) – jednostka administracyjna wchodząca w skład obwodu kurskiego w Rosji.
Centrum administracyjnym rejonu jest osiedle typu miejskiego Ponyri.

## Geografia
Powierzchnia rejonu wynosi 672,78 km².
Graniczy z innymi rejonami obwodu kurskiego: fatieżskim i zołotuchińskim oraz z obwodem orłowskim.
Główną rzeką rejonu jest Snowa.

## Historia
Rejon powstał w roku 1928, a w skład nowo powstałego obwodu kurskiego wszedł w 1934. W 1963 w wyniku reformy administracyjnej rejon ponyrowski został zlikwidowany. W obecnych granicach przywrócono go w 1970.

## Demografia
W 2018 rejon zamieszkiwało 10 794 mieszkańców, z czego 4654 na terenach miejskich.

## Miejscowości
W skład rejonu wchodzi: 1 osiedle typu miejskiego, 13 sielsowietów i 48 wiejskich miejscowości.